# 廖玉
廖玉（？—？），江西吉水人，清朝政治人物。岁贡出身。
顺治十三年，擔任廣東廣州府永安縣知縣（現紫金縣知縣）。后由孟之麟接任。